# 阿列河畔阿普勒蒙
阿列河畔阿普勒蒙（法語：Apremont-sur-Allier，法語發音：[apʁəmɔ̃ syʁ alje]）是法国谢尔省的一个市镇，位于该省东南部，属于圣阿芒蒙龙区。

## 地理
阿列河畔阿普勒蒙（46°54'21"N, 3°2'52"E）面积30.69 平方千米，位于法国中央-卢瓦尔河谷大区谢尔省，该省份为法国中部省份，北起卢瓦雷省，西接卢瓦-谢尔省和安德尔省，南至克勒兹省，东南接阿列省，东临涅夫勒省。
与阿列河畔阿普勒蒙接壤的市镇（或旧市镇、城区）包括：拉沙佩勒于贡、屈菲、欧布瓦河畔拉盖尔什、讷维勒巴鲁瓦、日穆耶、桑凯兹-莫斯。

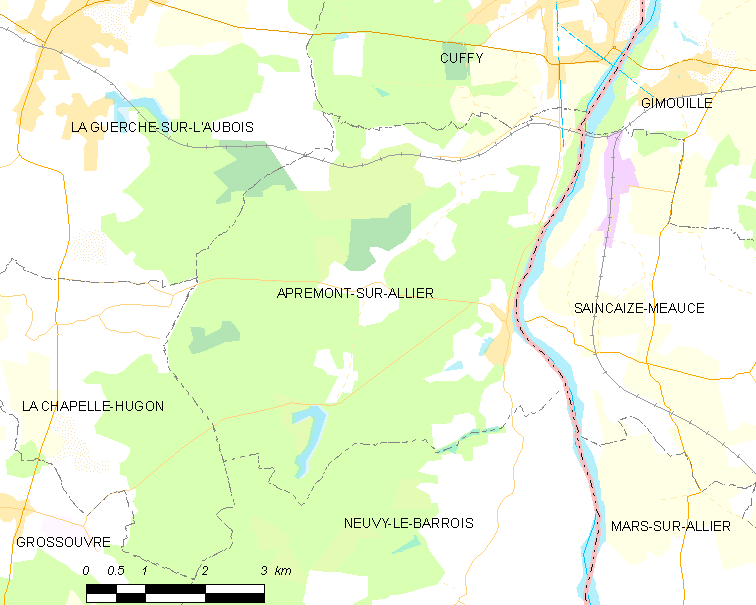
阿列河畔阿普勒蒙的OSM定位图

阿列河畔阿普勒蒙的时区为UTC+01:00、UTC+02:00（夏令时）。

## 行政
阿列河畔阿普勒蒙的邮政编码为18150，INSEE市镇编码为18007。

## 政治
阿列河畔阿普勒蒙所属的省级选区为欧布瓦河畔拉盖尔什县。

## 人口

1962-2008年间阿列河畔阿普勒蒙人口变化图示

阿列河畔阿普勒蒙于2022年1月1日时的人口数量为67人。